# Passeport pakistanais
Le passeport pakistanais (en ourdou : پاکستانی پاسپورٹ) est un document de voyage international délivré aux ressortissants pakistanais, et qui peut aussi servir de preuve de la citoyenneté pakistanaise.